# Tympanocryptis pinguicolla
Espèce
Synonymes
- Tympanocryptis lineata pinguicolla Mitchell, 1948

Statut de conservation UICN

 EN B2ab(ii,iii,v) : En danger
Tympanocryptis pinguicolla (ou « dragon des prairies sans oreille ») est une espèce de sauriens de la famille des Agamidae.

## Répartition
Cette espèce est endémique d'Australie. Elle se rencontre au Victoria et en Nouvelle-Galles du Sud.

## Préservation
L'espèce, en danger critique d’extinction, fait l'objet d'un programme de conservation.

## Publication originale
- Mitchell, 1948 : A revision of the lacertilian genus Tympanocryptis. Records of the South Australian Museum, vol. 9, p. 57-86 (texte intégral).